# Astrel Rolland
Astrel Rolland (* 1899; † unbekannt) war ein haitianischer Sportschütze.

## Erfolge
Astrel Rolland nahm an den Olympischen Spielen 1924 in Paris in zwei Wettbewerben teil. Mit dem Freien Gewehr belegte er im Einzel mit 85 Punkten im liegenden Anschlag über 600 m den 13. Platz. In der Mannschaftskonkurrenz, die über die Distanzen 400 m, 600 m und 800 m ausgetragen wurde, kam er gemeinsam mit Destin Destine, Ludovic Augustin, Eloi Metullus und Ludovic Valborge auf 646 Punkte und gewann so hinter dem US-amerikanischen und dem französischen Team die Bronzemedaille. Dies war der erste Medaillengewinn in Haitis Olympiageschichte.